# Municipio de Brittian
El municipio de Brittian (en inglés: Brittian Township) es un municipio ubicado en el condado de Hettinger en el estado estadounidense de Dakota del Norte. En el año 2010 tenía una población de 17 habitantes y una densidad poblacional de 0,18 personas por km².

## Geografía
El municipio de Brittian se encuentra ubicado en las coordenadas 46°18′13″N 102°13′7″O / 46.30361, -102.21861. Según la Oficina del Censo de los Estados Unidos, el municipio tiene una superficie total de 92.66 km², de la cual 92,46 km² corresponden a tierra firme y (0,22 %) 0,2 km² es agua.

## Demografía
Según el censo de 2010, había 17 personas residiendo en el municipio de Brittian. La densidad de población era de 0,18 hab./km². De los 17 habitantes, el municipio de Brittian estaba compuesto por el 100 % blancos. Del total de la población el 0 % eran hispanos o latinos de cualquier raza.